# Tony Brackens
Tony Lynn Brackens Jr. (* 26. Dezember 1974 in Fairfield, Texas) ist ein ehemaliger US-amerikanischer American-Football-Spieler auf der Position des Defensive Ends. Er spielte während seiner gesamten Profikarriere für die Jacksonville Jaguars in der National Football League (NFL).

## Frühe Jahre
Brackens besuchte in seiner Geburtsstadt Fairfield die Highschool. Zwischen 1992 und 1995 besuchte er die University of Texas at Austin, wo er für das Collegefootballteam in dieser Zeit 24 Sacks erzielte. 1995 gewann er mit Texas die Southwest Conference und erreichte den Sugar Bowl, welcher mit 28:10 gegen das Collegefootballteam der Virginia Polytechnic Institute and State University verloren ging.

## NFL
Brackens wurde im NFL-Draft 1996 in der zweiten Runde an 33. Stelle von den Jacksonville Jaguars ausgewählt. In der Saison 1996 und 1999 erzwang er die meisten Fumbles (5 und 8). 1999 wurde er zudem in den Pro Bowl gewählt. Nach mehreren Beinverletzungen und Operationen am Bein wurde er 2004 von den Jaguars entlassen, woraufhin er sein Karriereende bekanntgab. In neun Jahren für die Jaguars erzielte er 55 Sacks und erzwang 28 Fumbles, was beides einen Franchise-Rekord für die Jaguars darstellt.